# Sanderson (Texas)
Sanderson település az Amerikai Egyesült Államok Texas államában, Terrell megyében, melynek megyeszékhelye is. Lakosainak száma 664 fő (2020. április 1.).

## Népesség
A település népességének változása:

| 2010 | 837 |
| 2020 | 664 |